# Osteocol·la
L'osteocol·la és un adhesiu orgànic. N'hi ha de dos tipus, un d'origen animal, obtingut d'ossos, i un altre d'origen vegetal, obtingut d'incrustacions de carbonat de calci existents a la zona del tronc d'algunes plantes. Antigament es feia servir a nivell sanitari, per embenar i millorar fractures d'ossos.